# Roberto Rossellini
Roberto Rossellini Gastone Zeffiro (8 tháng 5 năm 1906 - 3 tháng 6 năm 1977) là một đạo diễn phim và nhà biên kịch người Ý. Rossellini là một trong những đạo diễn của điện ảnh tân hiện thực Ý, góp phần với phim Roma Città Aperta (Rome, Open City 1945) cho phong trào này. 

## Sự nghiệp điện ảnh
- Dafne (1936)
- Prélude à l'aprés-midi d'un faune (1937)
- La Fossa degli angeli
- Luciano Serra, Pilot (1938)
- La Vispa Teresa (1939)
- Il Tacchino prepotente (1939)
- Fantasia sottomarina (1940)
- Il Ruscello di Ripasottile
- The White Ship (1941)
- A Pilot Returns (1942)
- The Man with a Cross (1943)
- Rome, Open City (1945)
- Desiderio (1946)
- Paisà (1946)
- L'Amore (segments: "Il Miracolo" and "Una voce umana") (1948)
- Germany, Year Zero (1948)
- L'Invasore (1949)
- Stromboli terra di Dio (1950)
- Francesco, giullare di Dio (1950)
- Les Sept péchés capitaux (segment: "Envie, L'Envy") (1952)
- La macchina ammazzacattivi (1952)
- Europa '51 (1952)
- Siamo donne (segment: "Ingrid Bergman") (1953)
- Amori di mezzo secolo (segment: "Napoli 1943") (1954)
- Dov'è la libertà... ? (1954)
- Viaggio in Italia (1954)
- La Paura (1954)
- Giovanna d'Arco al rogo (1954)
- India: Matri Bhumi (1959)
- Il generale Della Rovere (1959)
- Era Notte a Roma (1960)
- Viva l'Italia! (1961)
- Vanina Vanini (1961)
- Uno sguardo dal ponte (1961)
- Anima nera (1962)
- Benito Mussolini (1962)
- Ro.Go.Pa.G. (segment: "Illibatezza") (1963)
- Les Carabiniers (1963)
- The Taking of Power by Louis XIV (1966)
- Da Gerusalemme a Damasco (1970)
- Rice University (1971)
- Intervista a Salvador Allende: La forza e la ragione (1971)
- Agostino d'Ippona (1972)
- Concerto per Michelangelo (1974)
- The World Population (1974)
- Anno uno (1974)
- Il messia (1975)
- Beaubourg, centre d'art et de culture Georges Pompidou (1977)